# Збирання і підготовка нафти

Рис. 1. Сучасна централізована система збору нафти: о — видобувні свердловини; Δ — нагнітальні свердловини

Збира́ння і підгото́вка на́фти (рос. сбор и подготовка нефти; англ. gathering anol treatment of oil; нім. Erdölsammlung f und Aufbereitung f) — єдина система технологічних процесів, коли збирання суміщається з підготовкою нафти та газу, що реалізуються складним комплексом трубопроводів, блокового автоматизованого устаткування й апаратів, технологічно пов'язаних між собою.
Крім основного завдання — підготовки нафти, газу і води, ця система повинна також забезпечувати: а) запобігання втрат нафтового газу та легких фракцій нафти від випаровування на всьому шляху руху від початку розробки родовища;
б) відсутність забруднення довкілля зумовлене розливаннями нафти і води;
в) надійність функціонування кожної ланки та системи в цілому;
г) високі техніко-економічні показники роботи.
На спорудження об'єктів системи збирання і підготовки нафти витрачається близько 50 % капітальних вкладень у нафтовій промисловості. Використання обладнання в блочному виконанні зменшує витрати майже у два рази, прискорює введення в розробку родовища на 3 — 4 роки, дозволяє уникнути втрат нафтового газу і нафти, а також забезпечує можливість повної автоматизації технологічного процесу, гнучкість і маневреність у нарощуванні або скороченні потужностей (монтаждемонтаж окремих блоків) з метою реагування на зміни умов видобування нафти і рідини, обводненості продукції з часом.

## Дивю також
- Системи збору і підготовки нафти